# 統一ライオンズ
統一ライオンズ（とういつライオンズ、トンイ・ライオンズ、繁: 統一獅隊、英: Uni-President Lions）は、台湾の中華職業棒球大聯盟所属のプロ野球チームである。チームカラーは緑色とオレンジ色。
球団親会社の統一企業グループは台湾の流通（小売）最大手であり、同グループ傘下の統一超商がセブン-イレブンを台湾全土で運営している（初出店時はアメリカ本社と契約、のち日本のセブン-イレブンを模範）。そのため、宣伝を兼ね2008年から球団名を統一セブンイレブン・ライオンズに変更し2018年まで使用していた。ただ便宜上などの理由としては統一ライオンズと呼ばれることも多い。同グループが本社を置く台南市を球団本拠地としている。1997年に台湾大聯盟が発足するまで台湾南部唯一の球団で、「南覇天」の異名を持つ。
中信兄弟と並ぶ老舗球団であり、2016年シーズン終了現在、通算勝利数と年間王者決定戦への出場回数、年間王者10回は連盟最多を誇っている。

## 略歴
- 1989年 - 統一棒球隊設立。
- 1990年 - 中華職業棒球聯盟へ加盟し、統一ライオンズに改称。
- 1991年 - 後期優勝。チャンピオンシリーズも制し、初の年間王者となる。
- 1995年 - 前後期優勝を果たし、2度目の年間王者になる。11月のアジア・パシフィックスーパーベースボールで、台湾のプロ野球チームとして初の国際大会優勝を成し遂げる。
- 1997年 - 年間成績では1位ながら、前後期ともに2位に終る。
- 2005年10月18日 - 連盟初の球団通算800勝。
- 2006年6月23日 - 連盟記録となる17連勝を達成。
- 2007年9月20日 - 連盟初の球団通算900勝。
- 2007年10月28日 - 台湾シリーズ第5次年間優勝。11月、アジアシリーズに初出場するも予選敗退。
- 2008年2月21日 - 統一セブンイレブン・ライオンズに改称。
- 2008年11月2日 - 台湾シリーズ連覇達成。同月アジアシリーズに2年連続で出場したが、決勝で埼玉西武ライオンズに敗れ、準優勝。
- 2009年6月6日 - 統一セブンイレブン・ライオンズ1000勝達成。
- 2009年10月25日 - 台湾シリーズ3連覇達成。
- 2011年4月13日 - 統一セブンイレブン・ライオンズ1100勝達成。
- 2011年10月20日 - 台湾シリーズ第8次年間優勝。
- 2011年11月 - アジアシリーズ（台湾・台中など）に、3大会連続で台湾代表として出場したが、福岡ソフトバンクホークス（日本）、三星ライオンズ（韓国）に敗れ決勝進出を逃す。
- 2012年11月 - 前期は2位に12ゲーム差をつけ優勝を飾るも、後期は3位に終わり台湾シリーズではLamigoモンキーズに敗れた。
- 2013年10月 -後期優勝で台湾シリーズに出場し、前期優勝の義大ライノズに4連勝し第9次年間優勝を果たしたが、アジアシリーズでは決勝でオーストラリアのキャンベラ・キャバルリーに敗れ準優勝に終わった。
- 2020年11月8日 - 4勝3敗で7年ぶりに台湾シリーズを制覇した。

## チーム成績・記録
- リーグ優勝 16回（1991年後期、1993年後期、1995年前期、1995年後期、1996年前期、2000年後期、2001年前期、2004年前期、2008年前期、2009年前期、2011年前期、2012年前期、2013年後期、2020年後期、2021年後期、2023年前期）
- 年間王者 10回（1991年、1995年、1996年、2000年、2007年、2008年、2009年、2011年、2013年、2020年）
- 最多連勝 17連勝（2006年5月19日から同年6月23日まで）
- 9回で終了した試合の最長時間 4時間52分（2007年4月5日 対兄弟） - 当時の世界記録とされる

チャンピオンシリーズ
- 最多得点 15点（1996年10月29日 対味全）
- 最多安打 24本（1996年10月29日 対味全）
- 最多二塁打 5本（1996年10月29日 対味全）
- 最多打点 14点（1996年10月29日 対味全）
- 最大点差 13点差（1996年10月29日 対味全）

## 歴代監督
- 鄭昆吉（1990年 - 1993年）
- 大石弥太郎（1994年 - 1996年）
- 林家祥（1997年 - 1998年） - 1998年は井上修が7試合監督代行
- 曾智偵（1999年 - 2002年） - 2000年は竹之内雅史が10試合監督代行
- 謝長亨（2003年 - 2005年途中）
- 大橋穣（2005年途中 - 2007年途中） - 2007年は開幕から17試合目まで
- 羅國璋（2007年途中 - 同年途中） - 18試合目から前期終了までの監督代行
- 呂文生（2007年途中 - 2011年）
- 中島輝士（2012年 - 2013年途中）
- 陳連宏（2013年途中 - 2015年） - 2013年は監督代行
- 郭泰源（2016年）
- 黃甘霖（2017年 - 2019年途中） - 2017年は監督代行
- 劉育辰（2019年途中 - 同年終了） - 監督代行
- 林岳平（2020年 - ） - 2020年は監督代行、2022年は高志綱が6試合監督代行

## 永久欠番
- 1 ファン（2015年1月9日 - ）
- 56 劉芙豪（2022年7月21日 - ）

### 解消した永久欠番
- 22 曾智偵（1999年3月27日 - 2008年、その後は他の選手が使用している）

## 在籍選手

### 首脳陣

#### 一軍
| 背番号 | 名前                   | 役職                            |
| ------ | ---------------------- | ------------------------------- |
| 11     | 林岳平                 | 監督                            |
| 34     | 高志鋼                 | ヘッドコーチ                    |
| 98     | ビンス・ホースマン     | 投手コーチ 登録名「霍斯曼」     |
| 22     | ジャスティン・マショア | 打撃統括コーチ 登録名「馬修爾」 |
| 55     | 潘武雄                 | 打撃コーチ                      |
| 70     | 周廣勝                 | 守備コーチ                      |
| 80     | 莊駿凱                 | 外野守備走塁コーチ              |
| 82     | 陳俊輝                 | バッテリーコーチ                |
| 71     | 羅錦龍                 | ブルペンコーチ                  |
| 85     | 曾浩哲                 | スポーツ科学投手コーチ          |
| 94     | 呉秉軒                 | トレーニングコーチ              |

#### 二軍
| 背番号 | 名前   | 役職               |
| ------ | ------ | ------------------ |
| 92     | 劉育辰 | 監督               |
| 68     | 高国慶 | ヘッドコーチ       |
| 47     | 頼泊凱 | 投手コーチ         |
| 81     | 鄭博壬 | 投手コーチ         |
| 3      | 唐肇廷 | 打撃コーチ         |
| 91     | 莊景賀 | 内野守備コーチ     |
| 61     | 朱元勤 | 外野守備コーチ     |
| 89     | 林偉   | バッテリーコーチ   |
| 97     | 傅于剛 | リハビリコーチ     |
| 72     | 高政華 | トレーニングコーチ |

#### 巡回
| 背番号 | 名前     | 役職             |
| ------ | -------- | ---------------- |
| 18     | 潘威倫   | 投手コーチ       |
| 96     | 郭俊佑   | 打撃兼走塁コーチ |
| 76     | 玉木朋孝 | 守備コーチ       |

### 投手
| 背番号 | 選手名                 | 投 | 打 | 備考                      |
| ------ | ---------------------- | -- | -- | ------------------------- |
| 5      | 阮裕智                 | 右 | 左 | 中信兄弟から移籍          |
| 12     | 陳韻文                 | 右 | 右 |                           |
| 16     | 張宥謙                 | 右 | 右 | 29から背番号変更          |
| 17     | 林子崴                 | 左 | 左 |                           |
| 19     | 林原裕                 | 右 | 右 | 59から背番号変更          |
| 21     | ヨアンデル・メンデス   | 左 | 左 | 新外国人 登録名「蒙德茲」 |
| 23     | 劉軒荅                 | 右 | 右 |                           |
| 26     | 劉予承                 | 右 | 右 |                           |
| 28     | 高塩将樹               | 右 | 右 |                           |
| 29     | 鍾允華                 | 右 | 左 | 61から背番号変更          |
| 30     | 李其峰                 | 右 | 右 |                           |
| 33     | 鄭澔                   | 左 | 左 |                           |
| 37     | 邱浩鈞                 | 右 | 右 |                           |
| 40     | 黄竣彦                 | 右 | 右 |                           |
| 41     | 王鏡銘                 | 右 | 右 |                           |
| 45     | 周彦農                 | 右 | 左 |                           |
| 48     | 鄭副豪                 | 右 | 右 |                           |
| 50     | ブロック・ダイクゾーン | 右 | 右 | 登録名「布雷克」          |
| 53     | 林易霆                 | 左 | 左 |                           |
| 57     | 呉承諭                 | 右 | 左 |                           |
| 58     | 胡智為                 | 右 | 右 |                           |
| 59     | 楊強森                 | 右 | 右 | 富邦から移籍              |
| 60     | 鄭鈞仁                 | 右 | 右 |                           |
| 62     | 李軍                   | 左 | 左 |                           |
| 69     | 辛俊昇                 | 左 | 左 |                           |
| 73     | 李嘉祥                 | 右 | 右 |                           |
| 74     | 林詔恩                 | 左 | 左 |                           |
| 75     | 郭俊麟                 | 右 | 右 | 16から背番号変更          |
| 79     | 姚杰宏                 | 右 | 右 |                           |
| 84     | 尹柏准                 | 右 | 右 |                           |
| 86     | 李承鴻                 | 右 | 右 |                           |
| 88     | キャム・アルドレッド   | 左 | 左 | 新外国人 登録名「奧德銳」 |
| 90     | 楊孟沅                 | 左 | 左 |                           |
| 93     | フェリックス・ペーニャ | 右 | 右 | 新外国人 登録名「飛力獅」 |
| 95     | 江承峰                 | 右 | 右 |                           |

### 捕手
| 背番号 | 選手名 | 投 | 打 | 備考 |
| ------ | ------ | -- | -- | ---- |
| 4      | 張翔   | 右 | 右 |      |
| 31     | 林岱安 | 右 | 右 |      |
| 36     | 柯育民 | 右 | 右 |      |
| 46     | 張聖豪 | 右 | 左 |      |
| 54     | 潘磊   | 右 | 左 |      |
| 65     | 陳重羽 | 右 | 右 |      |
| 78     | 余羿賢 | 右 | 右 |      |

### 内野手
| 背番号 | 選手名 | 投 | 打 | 備考 |
| ------ | ------ | -- | -- | ---- |
| 2      | 林子豪 | 右 | 左 |      |
| 7      | 何恆佑 | 右 | 左 |      |
| 9      | 楊竣翔 | 右 | 右 |      |
| 10     | 許哲晏 | 右 | 右 |      |
| 13     | 陳鏞基 | 右 | 右 |      |
| 15     | 陳聖平 | 右 | 左 |      |
| 25     | 林培緯 | 右 | 右 |      |
| 27     | 全紹凱 | 右 | 左 |      |
| 35     | 潘傑楷 | 右 | 左 |      |
| 38     | 張皓崴 | 右 | 左 |      |
| 39     | 林祖傑 | 右 | 右 |      |
| 64     | 林靖凱 | 右 | 右 |      |
| 66     | 陳重廷 | 右 | 右 |      |
| 67     | 林泓弦 | 右 | 左 |      |
| 99     | 林益全 | 右 | 左 |      |

### 外野手
| 背番号 | 選手名 | 投 | 打 | 備考               |
| ------ | ------ | -- | -- | ------------------ |
| 6      | 李丞齡 | 右 | 右 | CPBL復帰           |
| 8      | 朱迦恩 | 右 | 左 | 「羅暐捷」から改名 |
| 14     | 邱智呈 | 左 | 左 |                    |
| 20     | 林佳緯 | 右 | 左 |                    |
| 24     | 陳傑憲 | 右 | 左 |                    |
| 32     | 蘇智傑 | 右 | 左 |                    |
| 49     | 田子杰 | 左 | 左 |                    |
| 51     | 胡金龍 | 右 | 右 |                    |
| 52     | 張偉聖 | 右 | 左 |                    |
| 63     | 陳維祥 | 左 | 左 |                    |
| 77     | 林安可 | 左 | 左 |                    |

## 日本のプロ野球との関係
中日ドラゴンズと業務提携を結んでいる。1995年に福岡ドームで開催されたアジア・パシフィックスーパーベースボールに出場し、福岡ダイエーホークスを1対0で下した。
また、球団名が同じ「ライオンズ」である縁により、2016年から埼玉西武ライオンズとの間で交流試合やコラボレーションイベントを定期的に実施している。
日本の球団に在籍したことのある主な選手・コーチ
コーチ
- 郭泰源
- 大石弥太郎
- 堀本律雄
- 引地信之
- 井上修
- 中本茂樹
- 小野和幸
- 元田昌義
- 原伸次
- 町田行彦
- 竹之内雅史
- 大橋穰
- 酒井光次郎
- 紀藤真琴
- 中島輝士
- 一色優（中国語版）（NPB経験なし）
- 立石充男
- 西口文也（臨時コーチ）
- 玉木朋孝
- 山森雅文（直前に就任辞退）
- カルメロ・マルティネス（卡麥隆）

選手
- 郭源治
- 曹竣揚
- 陳文賓
- 郭俊麟
- 黄志龍
- 古林睿煬
- 石川雅実
- 成本年秀
- 松永幸男
- 金森隆浩
- 鎌田祐哉
- 知念広弥（NPB経験なし）
- 高塩将樹（NPB経験なし）
- 吉見宏明（NPB経験なし）
- 松井隆昌
- 細見和史（入団テスト受験）
- 浅野明浩（韓昭浩、練習生、NPB経験なし）
- 石丸泰輔（練習生、NPB経験なし）
- 小林陽光（練習生→代訓選手、NPB経験なし）
- 引木拓己（入団テスト受験、NPB経験なし）
- ホセ・ヌーニェス（王漢）
- カルロス・リベラ（李維）
- ホセ・パーラ（保樂）
- フェルナンド・デラクルーズ（賀南多）
- レイモンド・ヤング（楊格）
- ドナルド・レモン（雷猛）
- ルー・ポート（波特）
- ジャンカルロ・アルバラード (艾瓦多)
- クリストファー・ギッセル（克里斯）
- ネリオ・ロドリゲス（恩洛德）
- ケニー・レイボーン（雷鵬）
- ライアン・グリン（格林）
- エウロ・デラクルス（馬丁尼茲）
- ジョン・レスター（強納森）
- ビル・マーフィー（畢爾）
- アマウリ・リーバス（李韋斯）
- ワーナー・マドリガル（華納）
- ジャスティン・トーマス（賈斯汀）
- ダグ・マシス（馬力斯）
- アルフレッド・フィガロ（福瑞多）
- アンディ・バンヘッケン（安狄）
- ドン・ローチ（洛奇）
- ローガン・オンドルセク（羅昂）
- ヨアンデル・メンデス（蒙德茲）
- C.C.メルセデス（梅賽斯）
- スコット・ブレット （布雷特）
- ブライアン・ネルソン （尼爾森）
- ボイ・ロドリゲス（羅得）
- ホセ・カスティーヨ（卡斯提）
- ウィリン・ロサリオ（羅薩）
- ライネル・ロサリオ（羅薩）
- エバン・マクレーン （麥克萊恩、1軍出場なし）
- ルイス・ゴンザレス（路易士、過去のドーピングにより契約破棄）
- マット・ホワイト（懷特、1軍出場なし）
- ディオーニ・ソリアーノ（戴歐尼、1軍出場なし）
- ジョー・ウィーランド（衛蘭德、1軍出場なし）
- ケニス・バルガス（維加斯、入団に至らず）

## その他在籍していた選手・コーチ
監督・コーチ
- 謝長亨
- 陳連宏
- 高志綱
- 潘武雄
- 高国慶
- 潘威倫

選手
- 謝長亨
- 朱尉銘
- 郭泓志
- 陽建福
- 陽森
- 陳連宏
- 高志綱
- 郭岱琦
- 劉芙豪
- 潘威倫
- 陳鏞基
- 高国慶
- 潘武雄
- 王鏡銘
- 郭阜林
- 陳傑憲
- 張泰山
- 胡智為
- 胡金龍
- 蘇智傑
- 林益全
- 曾仁和 (自行培訓選手)
- マーク・グラント (許克勤)
- ウィリー・スミス (史密斯)
- オズワルド・マイレーナ (馬力)
- ジョン・マンジェリ (馬吉力)
- エリック・カー (愛力克)
- ロブ・コルデマンス (柯德曼)
- ミッキー・キャラウェイ (米奇)
- バレリオ・デロスサントス (羅倫佐)
- ウィリー・コラーゾ (威力)
- ジェローム・ウィリアムズ (威廉)
- ジョン・ハラマ (將軍)
- タイラー・ラムスデン (泰勒)
- セス・マクラング (馬卡龍)
- ルイス・ビスカイーノ (坎諾)
- ブーフ・ボンサー (邦勝)
- ネルソン・フィゲロア (費古洛)
- シャイロン・マルティス (馬帝斯)
- デビッド・パーシー (大衛)
- ジェイアー・ジャージェンス (吉爾)
- ダリン・ダウンズ (戴倫)
- ブルース・ビリングス (布魯斯)
- デビッド・マルティネス (馬丁尼茲)
- ライアン・ベルドゥーゴ (瑞安)
- オースティン・ビベンス＝ディルクス (奥斯丁)
- ジョシュ・レニキー (羅里奇)
- ライアン・フィアベンド (費爾本)
- ローガン・ダーネル (達尼爾)
- ブロック・ダイクゾーン (布雷克)
- フェリックス・ドゥブロン (飛利士)
- リサルベルト・ボニーヤ (霸能)
- キーバス・サンプソン (克維斯)
- ランドール・デルガド (蘭道爾)
- ヘクター・ペレス (裴瑞茲)
- フェリックス・ペーニャ (飛力獅)
- ティルソン・ブリトー (布雷)
- マイク・サーベナック (克里斯多福)
- フェリックス・ピーエイ (飛力士)
- マイク・ファイヤーズ (費爾斯、1軍出場なし)

## マスコットキャラクター
- 莱恩 - ユニフォームを着たアニメ調のライオン。
- OPENちゃん（OPEN小將） - 台湾におけるセブンイレブンのマスコットキャラクター。2008年2月に「統一7-ELEVENライオンズ」に改称したのを機に、ライオンズのマスコットキャラクターにも起用された。